# Horobiivka, Borîspil
Horobiivka (în ucraineană Горобіївка) este un sat în comuna Senkivka din raionul Borîspil, regiunea Kiev, Ucraina.

## Demografie
Componența lingvistică a localității Horobiivka
     Ucraineană (98,01%)
     Rusă (1,99%)
Conform recensământului din 2001, majoritatea populației localității Horobiivka era vorbitoare de ucraineană (98,01%), existând în minoritate și vorbitori de rusă (1,99%).